# 메그 휘트먼

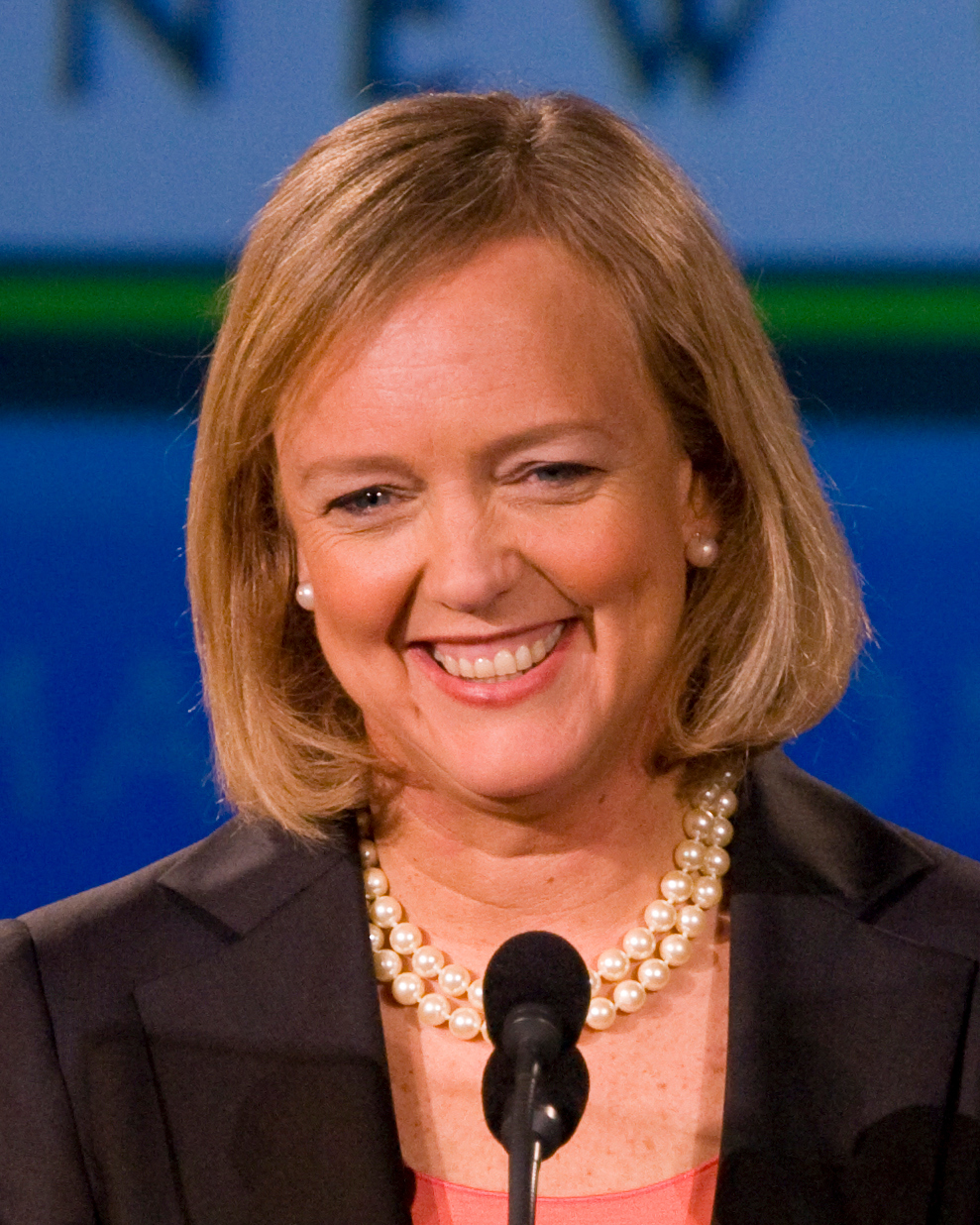
메그 휘트먼

마거릿 쿠싱 "메그" 휘트먼(영어: Margaret Cushing "Meg" Whitman, 1956년 8월 4일 ~ )은 미국의 기업인·정치인이다.
뉴욕주 롱아일랜드에서 태어났다. 프린스턴 대학교에서 경제학을 전공한 후, 하버드 비즈니스 스쿨을 졸업하였다. 프록터 앤드 갬블·베인 앤드 컴퍼니·월트 디즈니 컴퍼니에서 관리자로 일하다 1998년 당시 아직 소규모였던 이베이 경영자로 영입되었다. 그가 이베이에 들어갔을 당시 전자상거래는 아직 초기 단계였으며, 이베이는 직원 30명의 크지 않은 규모의 회사였다. 그 후 그는 크지 않은 벤처회사를 가장 성공적인 인터넷 기업 중 하나로 키워냈다. 이베이 CEO로 재직하며 세계에서 가장 많은 수입을 올린 여성 경영자로 조사되기도 했던 그는 이베이에서 10년을 보내고 2008년 퇴직하였다. 한편 전부터 이미 공화당에 기부를 하는 등 공화당과 관계를 맺었고, 2008년 대통령 선거 때 존 매케인 후보 진영에서 활동했다. 그 후 2010년 캘리포니아 주지사 선거 출마를 선언하여, 2010년 6월 티파티의 강력한 지지를 바탕으로, 공화당 캘리포니아 주지사 후보에 지명되어 1500억 이상의 막대한 선거 자금을 동원했으나, 11월 선거에서 낙선했다. 현재 레오 아포테커 후임으로 휴렛 패커드의 새 최고경영자에 올랐다.

## 역대 선거 결과
| 선거명      | 직책명            | 대수 | 정당   | 득표율 | 득표수      | 결과 | 당락 |
| ----------- | ----------------- | ---- | ------ | ------ | ----------- | ---- | ---- |
| 2010년 선거 | 캘리포니아 주지사 | 39대 | 공화당 | 40.89% | 4,127,371표 | 2위  | 낙선 |